# Список видов семейства Diguetidae
Список всех описанных видов пауков семейства Diguetidae на 28 июля 2010 года. 

## Diguetia
Diguetia Simon, 1895
- Diguetia albolineata (O. P.-Cambridge, 1895) — США, Мексика
- Diguetia andersoni Gertsch, 1958 — США
- Diguetia canities (McCook, 1889) — США, Мексика
  - Diguetia canities dialectica Chamberlin, 1924 — Мексика
  - Diguetia canities mulaiki Gertsch, 1958 — США
- Diguetia catamarquensis (Mello-Leitao, 1941) — Аргентина
- Diguetia imperiosa Gertsch & Mulaik, 1940 — США, Мексика
- Diguetia mojavea Gertsch, 1958 — США
- Diguetia propinqua (O. P.-Cambridge, 1896) — Мексика
- Diguetia signata Gertsch, 1958 — США, Мексика
- Diguetia stridulans Chamberlin, 1924 — Мексика

## Segestrioides
Segestrioides Keyserling, 1883
- Segestrioides badia (Simon, 1903) — Бразилия
- Segestrioides bicolor Keyserling, 1883 — Перу
- Segestrioides copiapo Platnick, 1989 — Чили
- Segestrioides tofo Platnick, 1989 — Чили